# Brabants oker
Brabants oker is de naam voor een bruingele kleur waarmee de kozijnen in de Meierij van 's-Hertogenbosch werden geschilderd. Deze kleur werd gebruikt in combinatie met gebroken wit, waarmee de roeden van de vensters werden geschilderd.
Ook tegenwoordig ziet men deze kleurcombinatie vaak toegepast bij boerderijen en oudere woonhuizen.